# Tales of the Walking Dead
Tales of the Walking Dead è una miniserie televisiva statunitense del 2022 ideata da Scott M. Gimple e Channing Powell.
Si tratta del terzo spin-off della serie televisiva The Walking Dead, basata sul fumetto omonimo di Robert Kirkman, Tony Moore e racconta in ogni episodio la storia di un personaggio del franchise.

## Trama
Ogni episodio è incentrato su dei personaggi diversi dell'universo di The Walking Dead.

## Personaggi e interpreti

### Episodio 1:Evie/Joe
- Joe, interpretato da Terry Crews, doppiato da Dario Oppido.
- Evie, interpretata da Olivia Munn, doppiata da Stella Musy.
- Sandra, interpretata da Kersti Bryan, doppiata da Francesca Manicone.

### Episodio 2:Blair/Gina
- Blair Crawford, interpretata da Parker Posey, doppiata da Francesca Fiorentini.
- Gina, interpretata da Jillian Bell, doppiata da Gemma Donati.
- Joel, interpretato da Kevin L. Johnson.
- Brian, interpretato da Matt Medrano, doppiato da Alessio Cigliano.
- Leo Rogers, interpretato da Ameer Baraka, doppiato da Paolo Vivio.

### Episodio 3:Dee
- Dee/Alpha, interpretata da Samantha Morton, doppiata da Barbara De Bortoli.
- Brooke, interpretata da Lauren Glazier, doppiata da Mattea Serpelloni.
- Billy, interpretato da Nick Basta, doppiato da Andrea Lavagnino.
- Nolan, interpretato da Eric Tiede, doppiato da Raffaele Proietti.
- Lydia, interpretata da Scarlett Blum.
- Jenna, interpretata da Rachael Markarian.

### Episodio 4:Amy/Dr. Everett
- Dr. Chauncey Everett, interpretato da Anthony Edwards, doppiato da Gianni Bersanetti.
- Amy Zhang, interpretata da Poppy Liu, doppiata da Eva Padoan.

### Episodio 5:Davon
- Davon, interpretato da Jessie T. Usher, doppiato da Gianluca Cortesi.
- Nora, interpretata da Loan Chabanol, doppiata da Sabine Cerullo.
- Arnaud, interpretato da Gage Munroe, doppiato da Loris Loddi.
- Amanda, interpretata da Embeth Davidtz, doppiata da Eleonora De Angelis.

### Episodio 6:La Doña
- Idalia, interpretata da Daniella Pineda, doppiata da Perla Liberatori.
- Eric, interpretato da Danny Ramirez, doppiato da Federico Viola.
- Dona Alma, interpretata da Julie Carmen, doppiata da Isabella Pasanisi.
- Maria, interpretata da Iris Almario.

## Produzione

### Sviluppo
Il 9 settembre 2020, AMC ha reso noto che Scott M. Gimple aveva iniziato a sviluppare una serie antologica ambientata nell'universo di The Walking Dead. Nell'ottobre 2021, AMC ha ordinato la produzione di sei episodi, con Channing Powell, già sceneggiatore di The Walking Dead e Fear the Walking Dead, come showrunner.

### Cast
Nel febbraio 2022 è stato annunciato che Anthony Edwards, Parker Posey, Terry Crews, Poppy Liu e Jillian Bell erano stati scelti per interpretare i protagonisti degli episodi. Il 1º aprile 2022 è stato confermato che Samantha Morton avrebbe ripreso il ruolo di Alpha in un episodio.

### Riprese
Le riprese della serie sono iniziate il 21 gennaio 2022 a Buford, in Georgia.

## Promozione
Il teaser trailer è stato diffuso online il 10 aprile 2022.

## Distribuzione
Il primo episodio ha debuttato sull'emittente televisiva AMC il 14 agosto 2022, mentre i restanti sono stati trasmessi su base settimanale. In Italia è stata distribuita su Disney+ dal 21 novembre al 19 dicembre 2022.

### Edizione italiana
La direzione del doppiaggio è a cura di Anna Lanciotti, su dialoghi di Emanuela Giovannini e Lucia Paccoi, per conto di TS Video.

## Sequel
Tales of the Walking Dead sarà seguita da una serie differente, intitolata More Tales from the Walking Dead Universe.